# فمینیسم در ایتالیا
فمینیسم در ایتالیا در دوره رنسانس ایتالیا که نخستین تجلی رنسانس سرتاسری در اروپا بود و یک دورهٔ دگرگونی فرهنگی بزرگ و دستاوردی که در ایتالیا در طی سدهٔ چهاردهم آغاز شد و تا سدهٔ شانزدهم ادامه یافت، سرچشمه گرفت.
نویسندگان ایتالیایی مانند کریستین دو پیزان، مودراتا فونته، لوکرزیا مارینلا و دیگران ایده‌های نظریه فمینیست پشت برابری جنسیتی را توسعه دادند. برخلاف جنبش‌های فمینیستی در فرانسه و بریتانیا، مدافعان اولیه حقوق زنان در ایتالیا بر آموزش زنان و بهبود شرایط اجتماعی تأکید داشتند.
فمینیسم ایتالیایی در نیمه اول سده بیستم تحت حکومت فاشیستی بنیتو موسولینی رهبر حزب فاشیست ایتالیا، با ایدئولوژی فاشیستی که تولید مثل را به عنوان وظیفه زنان را دیکته می‌کرد، دچار شکست شد.
در دوره پس از جنگ، جنبش‌های فمینیستی با فعالیت‌های همگانی بر سر موضوعاتی مانند طلاق یا پایان قانونی ازدواج و خاتمه یافتن بارداری به واسطهٔ جراحی یا خارج کردن جنین یا رویان از رحم یا سقط جنین در دهه ۱۹۷۰ افزایش یافت.
فمینیسم ایتالیایی اخیراً، به‌ویژه در دوران نخست‌وزیر سابق ایتالیا سیلویو برلوسکونی، با تمرکز بر مخالفت با شی‌گرایی زنان در برنامه‌های تلویزیونی ملی و سیاست برجسته‌تر شده‌است.

## تاریخ

### رنسانس و اوایل دوران جدید
متفکران رنسانس به‌طور منظم افکار متعارف را از دوره قرون وسطی و پیش از آن به چالش می‌کشیدند. اومانیسم یا انسان‌گرایی به شیوه جدید نگاه به سیاست، علم، هنر، آموزش و سایر زمینه‌ها تبدیل شد. انسان‌گرایی مفهوم مسیحی قرون وسطی را از نظم اجتماعی سلسله مراتبی که شهروندان عادی را در موقعیتی مطیع نسبت به اعضای روحانیت قرار می‌داد، کنار زد. در حالی که اومانیست‌های رنسانس عمدتاً «ضد زن» و مخالفت با ایدئولوژی فمینیسم بودند، تعداد کمی از زنان تحصیل‌کرده بودند که انگیزه‌ای برای به چالش کشیدن این فرضیه‌ها داشتند که زنان باید مطیع مردان باقی بمانند.
کریستین دو پیزان، نویسنده و شاعر فرانسوی رمان «شهر بانوان» را در سال ۱۴۰۴ نوشت و در آن جنسیت زنان را به‌عنوان هیچ گونه پستی ذاتی نسبت به مردان توصیف می‌کند. با این حال، او با نوشتن اینکه مردان برای حکومت و زنان برای پیروی از آنها آفریده شده‌اند، ادعاهای خود را تعدیل کرد.
ایتالیا در دوره رنسانس شاهد توسعه آموزش عالی بود، از جمله تأسیس چندین دانشگاه، که زنان در آن پذیرش نمی‌شدند. برخی از زنان خوش‌شانس که توانایی مالی داشتند، می‌توانستند به تنهایی تحصیل کنند، یا پدری داشتند که به آنها اجازه می‌داد از طریق تدریس خصوصی آموزش ببینند. برخی از مردان رنسانسی که از آموزش زنان حمایت می‌کرد، آن را راهی برای بهبود فضیلت او و اطاعت بیشتر او از شوهرش می‌دانستند.
اگرچه برخی از زنان در دوره رنسانس به عنوان افراد قابل توجهی در حوزه محلی خود نشان دادند، اما وقتی به‌طور جمعی در نظر گرفته شوند، «ظهور زن تحصیل کرده در دوران رنسانس» قابل توجه است. زنان تحصیل کرده بیرون از یک صومعه، جایی که در قرون وسطی محصور شده بودند، به عرصه روشنفکری سکولار پا گذاشتند. از رنسانس و ادامه تا دوران مدرن اولیه، آنها میزبان محفل‌های ادبی بودند که در آن مردان و زنان روشنفکر با هم در مورد ادبیات، سیاست و سایر موضوعات تأثیرگذار بحث می‌کردند.

در اواخر قرن شانزدهم و اوایل قرن هفدهم، نویسندگان زن «خود را به عنوان همسران، مادران، و شرکای برابر در خانه معرفی کردند و فرهنگ معاصر آنها را پذیرفت.» در اواخر رنسانس، زنان تحصیل کرده ایتالیایی «در هر ژانر قابل تصوری، از مکاتبات داخلی گرفته تا شعر، دیالوگ و حتی الهیات» می‌نوشتند.

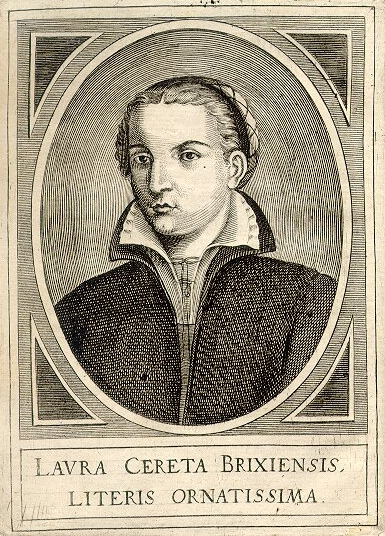
لورا سرتا
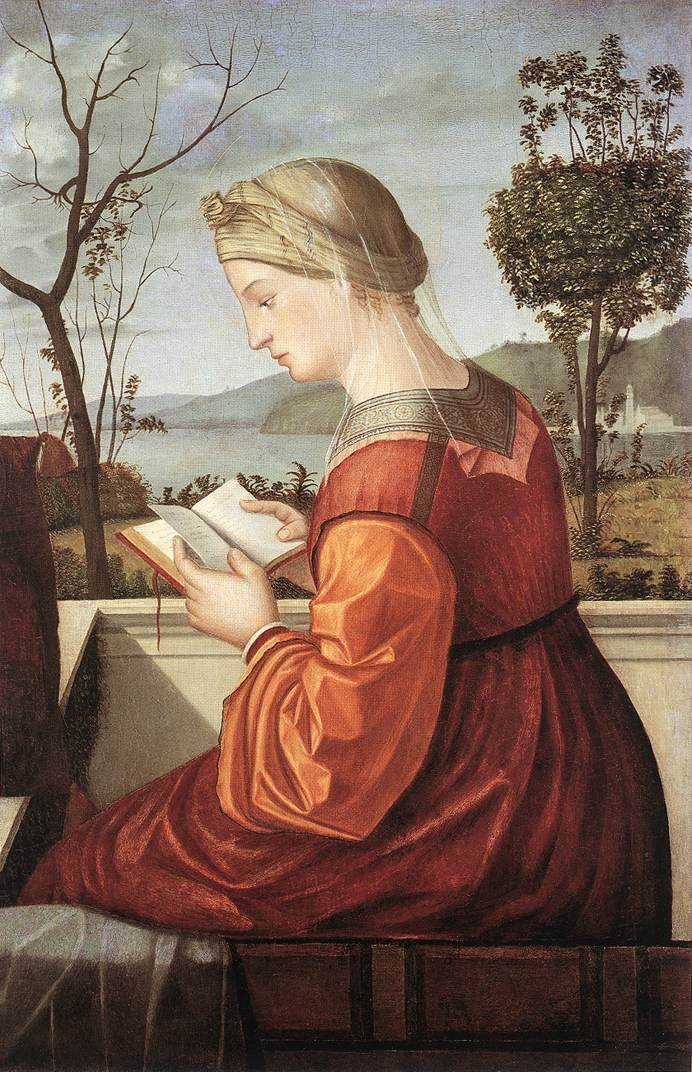
کتاب خواندن باکره (۱۵۰۵-۱۰۱۰)، اثر ویتره کارپاتچو . سواد در میان زنان طبقات بالای ایتالیا در دوران رنسانس گسترش یافت.
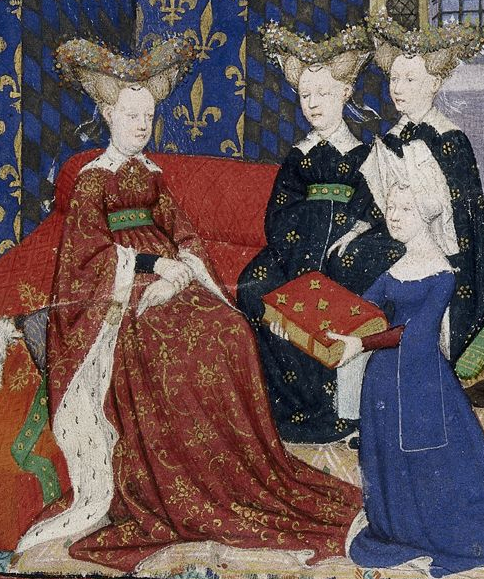
کریستین دو پیزان و ایزابو از باواریا ، ملکه فرانسه.
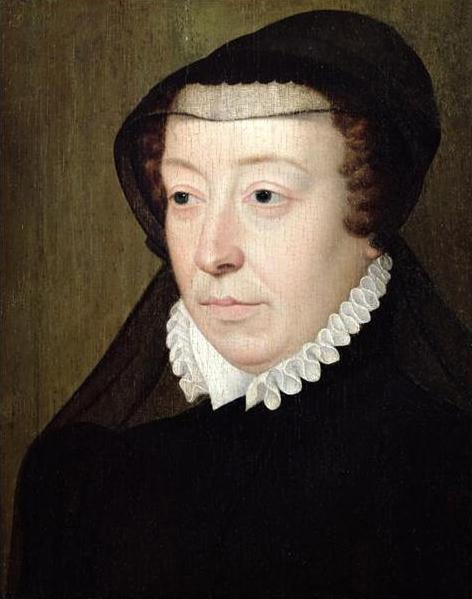
کاترین مدیچی ، همسر ملکه فرانسه در قرن شانزدهم متولد ایتالیا، مادر پادشاهان و یکی از چهره‌های مهم در سیاست اروپا.
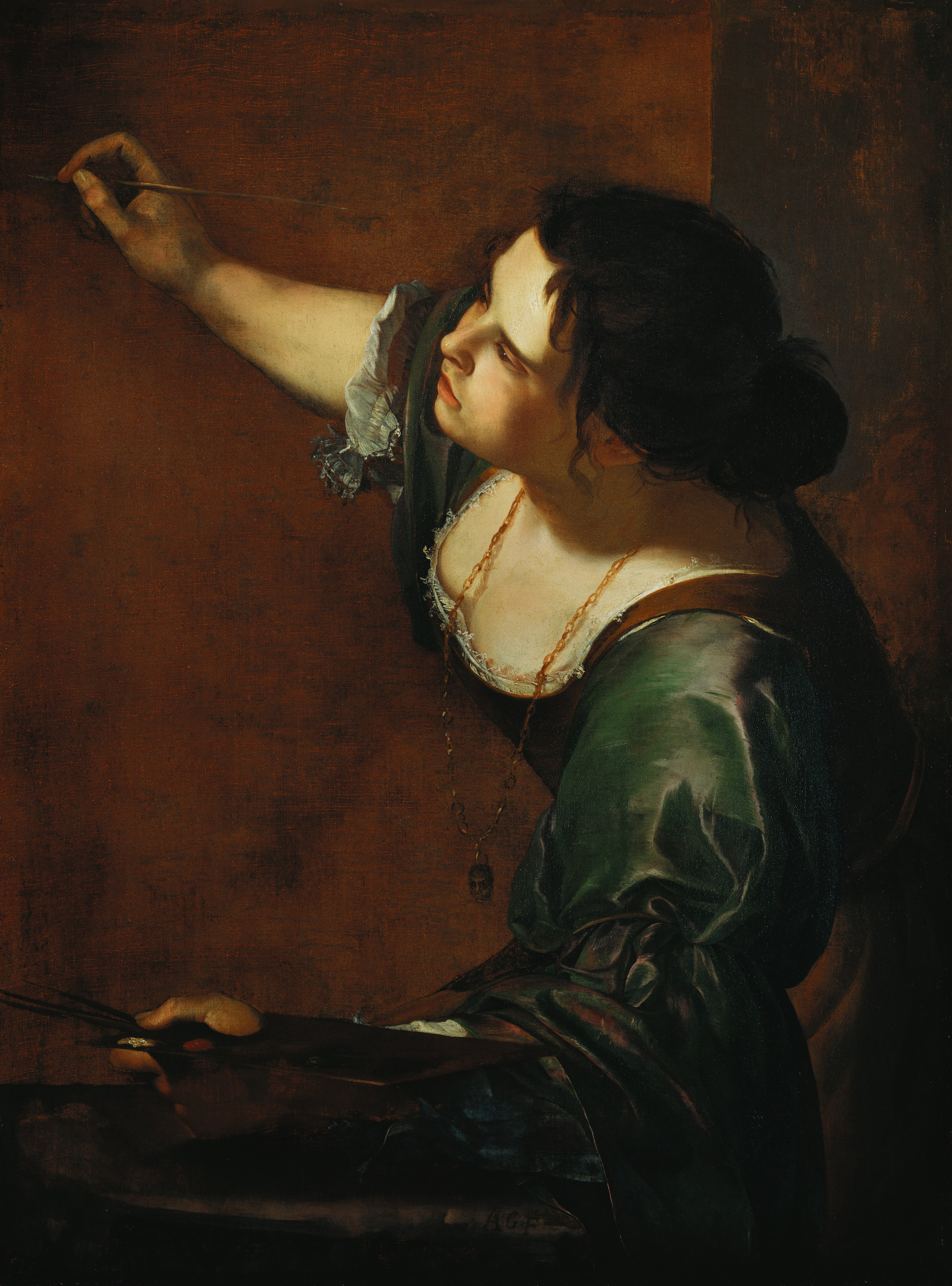
خودنگاره به عنوان تمثیل نقاشی (۹-۱۶۳۸) اثر آرتمیزیا جنتیلسکی .
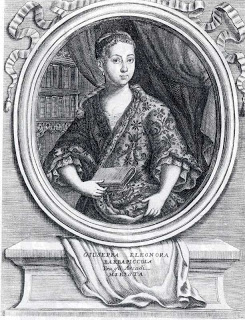
جوزپا بارباپیکولا

### سده ۱۹ میلادی
در این دوران که بیشتر زنان به طبقه اجتماعی دهقان تعلق داشتند، بیشتر آنها بی سواد بودند. زنان تحصیل کرده‌ای که می‌توانستند در مورد جنبه‌های مختلف جنبش و خواسته‌های فمینیسم بخوانند و بنویسند در موقعیتی کم قرار داشتند. برای به دست آوردن حامیان برای اهداف فمینیستی، توسل به زنان در تمام سطوح جامعه مورد نیاز بود. از اواسط سده نوزدهم، زنان مبتکر شروع به ارتباط با زنان طبقه متوسط از طریق رسانه‌های چاپی جدید چون کتاب‌ها و نشریات در بازار انبوه کردند.
قانون گابریو کاساتی ایتالیا در سال ۱۸۵۹ زمینه را برای سیستمی برای آموزش زنان جوان به عنوان آموزگار در مدارس دولتی ایجاد کرد. زنان باید به عنوان پایه‌های سیستم آموزشی ایتالیا تبدیل می‌شدند و به انجمن‌های معلمان تعلق داشتند و به آنها تجربه سازماندهی برای محافظت از منافع خود مانند دستمزد و شرایط کار برابر می‌دادند.